# Bewitching the Pomerania
Bewitching the Pomerania – drugi minialbum polskiego zespołu muzycznego Behemoth. Wydawnictwo ukazało się w 1997 roku nakładem wytwórni muzycznej Solistitium Records. Nagrania zostały zarejestrowane w P.J. Studios w lutym 1997 roku we współpracy z realizatorem Robertem Hajdukiem. Mastering odbył się w Vox Mortiis Studio. Na płycie znalazł się jeden oryginalny utwór - "With Spell of Inferno (Mefisto)" oraz przaranżowane kompozycje "Hidden in a Fog" i "Sventevith (Storming Near the Baltic)" które w oryginale ukazały się odpowiednio na albumie Sventevith (Storming Near the Baltic) (1995) i minialbumie And the Forests Dream Eternally (1994).

## Lista utworów
Opracowano na podstawie materiału źródłowego.
| Nr | Tytuł utworu                            | Słowa            | Muzyka      | Długość |
| -- | --------------------------------------- | ---------------- | ----------- | ------- |
| 1. | „With Spell of Inferno (Mefisto)”       | Adam Darski      | Adam Darski | 4:39    |
| 2. | „Hidden in a Fog”                       | Tomasz Krajewski | Adam Darski | 5:13    |
| 3. | „Sventevith (Storming Near the Baltic)” | Adam Darski      | Adam Darski | 5:18    |
|    |                                         |                  |             | 15:10   |

## Twórcy
Opracowano na podstawie materiału źródłowego.
Zespół Behemoth w składzie
- Adam "Nergal" Darski - wokal prowadzący, gitara rytmiczna, gitara prowadząca, aranżacje, miksowanie
- Zbigniew "Inferno" Promiński - perkusja, aranżacje
- Leszek "Les Chaos" Dziegielewski - gitara basowa, aranżacje

Dodatkowi muzycy
- Piotr Weltrowski - instrumenty klawiszowe

Produkcja
- Robert Hajduk - inżynieria dźwięku, miksowanie